# Таманкадува (підрозділ окружного секретаріату)
Підрозділ окружного секретаріату Таманкадува — підрозділ окружного секретаріату округу Полоннарува, Північно-Центральна провінція, Шрі-Ланка. Складається з 55 Грама Ніладхарі.